# Paramelita flexa
Paramelita flexa é uma espécie de crustáceo da família Paramelitidae.
É endémica da África do Sul.